# Expediční medaile námořní pěchoty
Expediční medaile námořní pěchoty (anglicky Marine Corps Expeditionary Medal) je vojenské vyznamenání Námořní pěchoty Spojených států amerických. Medaile byla založena již roku 1919 a je tak jednou z nejstarších vojenských ocenění USA, která jsou stále udílena.

## Historie
Dne 8. května 1919 byla založena Expediční stuha námořní pěchoty. Toto vyznamenání bylo přeměněno na medaili dne 1. března 1921.

## Pravidla udílení
Medaile je udílena za vylodění se na cizím území, za účast v bojové akci proti nepřátelským silám či za účast v operaci takové povahy, jež si zasluhuje zvláštní uznání a pro které neexistují jiné služební medaile. Po roce 1961 byla umožněna oceňovaným volba mezi Expediční medailí námořní pěchoty a Expediční medailí ozbrojených sil v závislosti na povaze dané operace.

## Popis medaile
Medaile byla navržena Walkerem Hancockem. Na přední straně je motiv mariňáka v plné polní výstroji odpovídající 20. letům 20. století. Voják pochoduje s jednou nohou ve vodě a jednou na souši s puškou s bajonetem připravenou k boji. Při vnějším okraji je v horní části v půlkruhu nápis EXPEDITIONS. Na zadní straně je orel hledící doleva. Nad orlem je kotva. Orel drží větvičky vavřínu, které v obou směrech přesahují kotvu. Nad motivem je nápis UNITED STATES MARINE CORPS. Nad vavřínovou ratolestí je nápis FOR SERVICE.
Stuha sestává z červeného pruhu uprostřed, na který z obou stran navazují široké žluté pruhy, které jsou při obou okrajích lemovány úzkými červenými proužky.
Původně byla medaile udílena s award numerals. Po roce 1921 bylo mnoho medailí uděleno s bronzovými služebními hvězdičkami. Pro příslušníky námořnictva, kteří sloužili u jednotek námořní pěchoty je možné s medailí nosit insignii Fleet Marine Force Combat Operation Insignia.
K medailí náleží spona Wake Island, která byla udílena příslušníkům námořní pěchoty, kteří se podíleli na obraně Wake Islandu krátce po vstupu USA do druhé světové války.

## Speciální operace
Podle klauzule operace, jež si zaslouží zvláštní uznaní a za kterou nebyla udělena jiná medaile za tažení byla Expediční medaile námořní pěchoty a Expediční medaile námořnictva udílena i za tajné operace. Obě zmíněné medaile mohou být uděleny jednotlivcům či jednotkám za účast na tajných operací, které nemusely nutně být součástí větších operací, o kterých byla veřejnost obeznámena. Medaile tak byla udělena jednotkám námořní pěchoty tajně rozmístěným v Africe, či posádkám vrtulníků, které pomáhaly po celém světě jednotkám Seal či Delta Force. Udělena byla i za utajované manévry ponorek během studené války. V takovýchto případech je v dokumentu o udělení medaile vynechán název tajné operace a i v osobní složce vyznamenaného je v takovém případě uveden pouze název vyznamenání a datum udělení, nikoliv název operace.